# Юлдыбаевский сельсовет (Зилаирский район)
Юлдыбаевский сельсовет — муниципальное образование в Зилаирском районе Башкортостана России.

## История
К 1940 году входил в состав Матраевского района. После упразднения в июле 1956 года Матраевского района пять его сельсоветов вошли в состав Зилаирского района: Верхне-Галеевский, Воскресенский, Канзафаровский, Сабыровский, Юлдыбаевский.
Согласно Закону о границах, статусе и административных центрах муниципальных образований в Республике Башкортостан имеет статус сельского поселения.

## Население
| 2002  | 2009  | 2010  | 2012  | 2013  | 2014  | 2015  |
| ----- | ----- | ----- | ----- | ----- | ----- | ----- |
| 2359  | ↘2173 | ↘2034 | ↗2046 | ↗2051 | ↘2042 | ↘2039 |
| 2016  | 2017  | 2018  |       |       |       |       |
| ↗2046 | ↘2005 | ↘1977 |       |       |       |       |

## Состав сельского поселения
| № | Населённый пункт | Тип населённого пункта       | Население |
| - | ---------------- | ---------------------------- | --------- |
| 1 | Юлдыбаево        | село, административный центр | ↘1359     |
| 2 | Малоюлдыбаево    | деревня                      | ↘208      |
| 3 | Воскресенское    | село                         | ↘159      |
| 4 | Вознесенский     | хутор                        | ↗17       |